# Europahaus (Bochum)

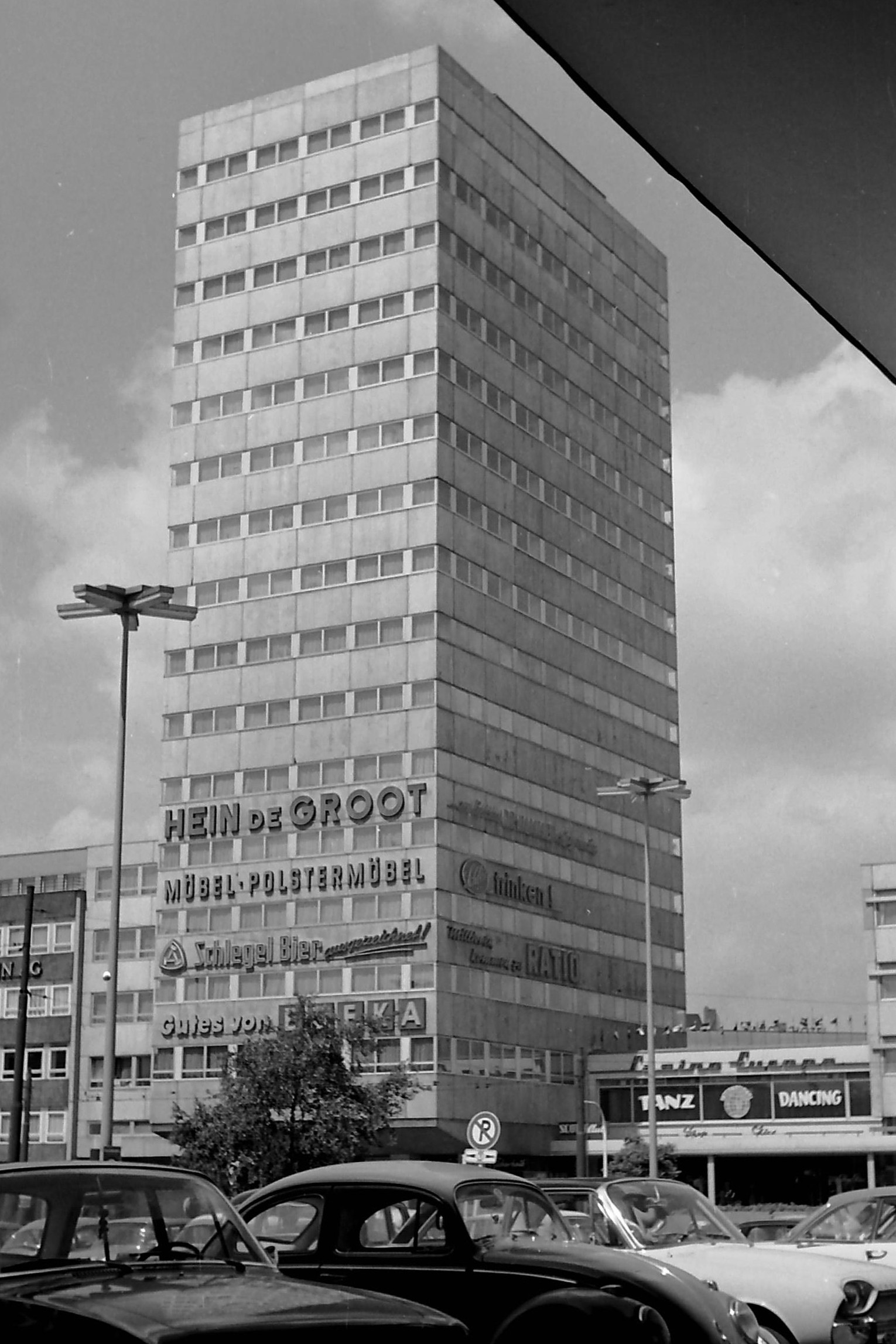
Europahaus kurz nach Fertigstellung

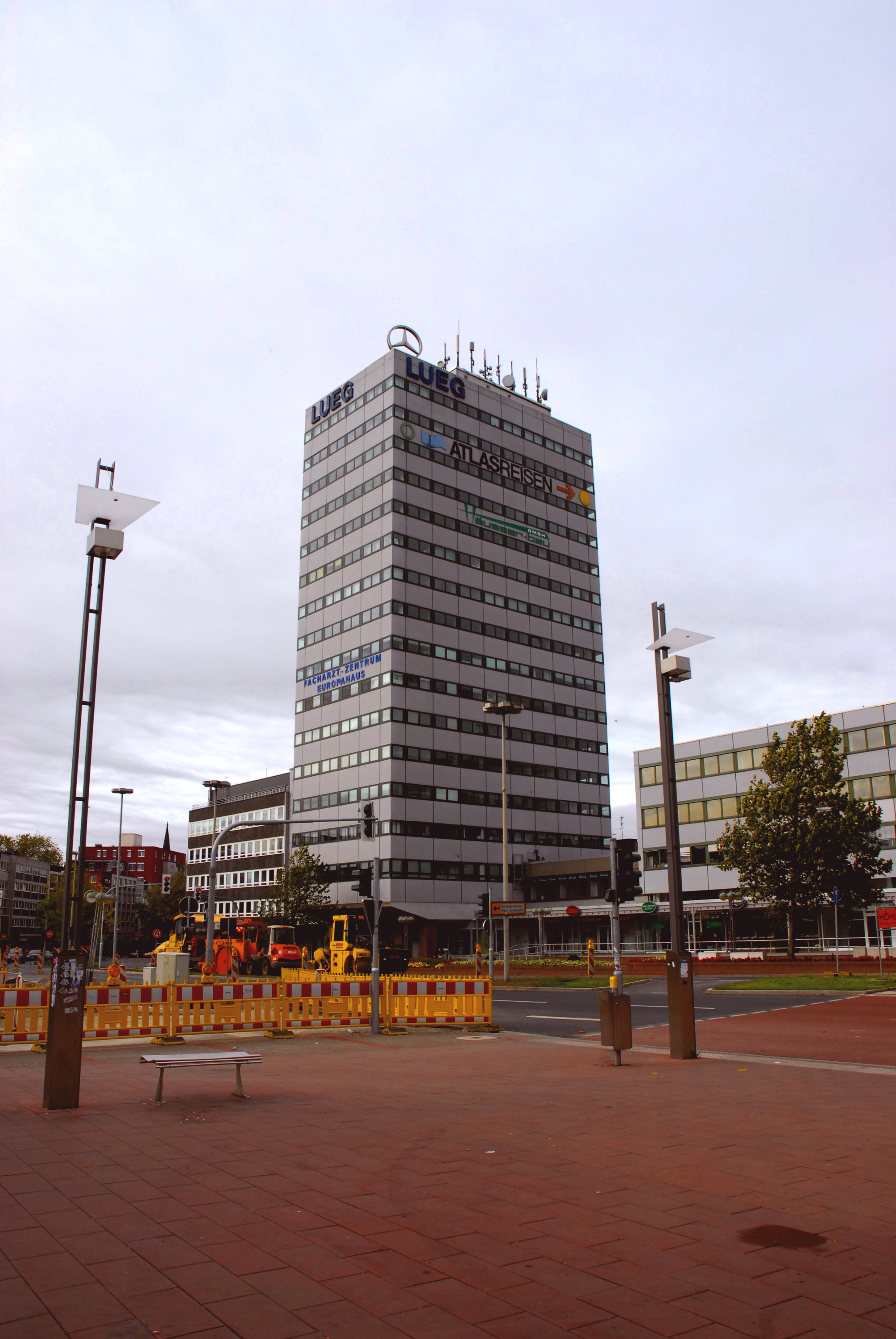
Ansicht vom Hauptbahnhof

Das Europahaus ist ein 60 m hohes Hochhaus in der Innenstadt von Bochum, Kurt-Schumacher-Platz 4, gegenüber vom Bochumer Hauptbahnhof. Es wurde von dem Bochumer Architekten Roman Reiser ab 1959 geplant und von 1961 bis 1962 errichtet. Bauherr waren die Gebrüder Kufus in Recklinghausen.
Der Gebäudekomplex umfasst neben dem 16-geschossigen Bürohochhaus auch einen östlich bis zur Huestraße reichenden, viergeschossigen Bau mit weiteren Büros und Ladenlokalen. Im Hochhaus selbst ist heute das erste, zehn Arztpraxen umfassende Facharztzentrum der Bochumer Innenstadt untergebracht. Ein von 1966 bis 2024 sichtbarer Orientierungspunkt war der sich drehende Mercedes-Stern auf dem Dach des Hochhauses, Teil einer Leuchtreklame des Autohauses Lueg. Das Haus war bis 1973 das höchste Gebäude in Bochum.